# 小林光俊
小林 光俊（こばやし みつとし、1943年5月2日 - ）は学校法人敬心学園の理事長。

## 人物
1943年、富山県富山市八尾町生まれ。富山県立高岡高等学校、大東文化大学経済学部卒業。
岐阜県境にある白木峰山麓の静かな里山　旧大長谷村で育つ。大長谷小学校・中学校を本校とする栃折分校に通った。とにかく勉強嫌いで遊んでばかりのガキ大将だった。
中学一年生のとき、弁論大会に出場する。学校に対する問題点と生徒に対する問題点について熱弁し、二年生三年生を負かして優勝した。二年生のとき、柔道を習いたいと先生に申し出ると畳も用具もないからと断られたため大長谷村の役場にでかけ、村長に直談判したこともあった。村長は口約束で実行しなかったため「大人が子供に言ったことを守らない」と抗議し、そのことが村議会で問題となり、柔道用具や畳が入ったことがあった。
栃折分校を卒業後は富山市内の私立北日本電波高校（現・高朋高）に進学、また地元の県立八尾高校定時制に通う異例のダブルスクールで一年間通いとおした。高校二年進級時に、空席が出た高岡高校に編入。往復二時間を超す通学時間は、郷土の偉人を憧憬し、彼らの遺伝を読みあさった。
大学に入り、二年生のとき韓国渡航を企てる。韓国で日本が支払った戦後賠償金がどのように役立てられているかを調べるためである。そして韓国南東部にある鉄工所などの企業を視察。また岸元首相の紹介状があったため、韓国駐在公使が出迎え、朴大統領を補佐する丁一権国務総理とも会見した。
このハングリー精神は大学卒業後にさらに発揮される。株式会社日本マーケティング教育センターに入社。大手家電メーカーの全国販売網づくりなどの仕事に携わる。入社四年後には「みき書房」の設立に参加し、発行人・出版局長を務め、食べ物の季刊雑誌や小松左京作の単行本などを出版した。その後昭和４８年１０月みき書房事業部として日本ジャーナリスト専門学校を設立する。
小林は日本マーケティング教育センター、みき書房を退社し、昭和５０年２月株式会社ジャーナリスト専門学校を設置、代表取締役社長に就任。ジャーナリスト専門学校に通う学生の中にキャビンアテンダント経験者など働く女性から児童文学を学びたいという要望を受け、児童教育に関連する児童保育も合わせた専門学校、日本児童教育専門学校を昭和５９年に設立する。
「これからは少子高齢化の社会になる。その担い手がいない」と国内初の福祉教育専門学校となった日本福祉教育専門学校を開設する。大学や専門学校などで福祉系学校校長懇話会をつくり、社会福祉の資格制度と教育カリキュラムのたたき台を作る勉強会を開催していたところ、辻哲夫（当時厚生大臣官房企画官）らと資格制度について協議することとなり、資格名称について議論する。ケアワーカーの要請について「社会福祉士二級」などの名称が挙げられたが、「一級、二級にすると、二級のケアに専念する人がいなくなる。介護にプライドを持って専念できるようにするには介護という名前が頭にくる「介護福祉士」という名前じゃないとおかしい」と持論をぶつける。＜ここまでの参考文献＞
平成９年の介護保険法制定の前年、敬心学園に日本リハビリテーション専門学校を設置、１４年には臨床福祉専門学校と日本柔整鍼灸専門学校（現・日本医学柔整鍼灸専門学校）を開設した。
順調にみえた事業拡大だったが、介護報酬の引き下げなど社会保障抑制策と重なって介護福祉関係の専門学校は定員割れが相次いだ。敬心学園も学生数が半数になるというピンチに立たされたが近年ようやく回復した。
小林の座右の銘は「知者は惑わず、仁者は憂えず、勇者はおそれず」「知・仁・勇」である。日々「学生に麦を踏む気持ちで接するように」と指導する小林の心には、富山の雪山で培ったタフな根気と開拓精神が宿る。

## 職歴
1967年、株式会社日本マーケティング教育センター入社

1971年、みき書房設立に参加、発行人と出版局長を兼務

1973年、みき書房事業部として日本ジャーナリスト専門学院設立

1975年、株式会社日本ジャーナリスト専門学院に改組

1982年、学校法人情報学園を設立、日本ジャーナリスト専門学校を設置

1984年、日本児童教育専門学校を設置。校長に就任（2024年校長を退任）

1986年、学校法人敬心学園を設立、日本福祉教育専門学校を設置。

　　　　 理事長・校長に就任（2007年校長を退任、現在に至る）

1996年、社会福祉法人敬心福祉会 理事長に就任（現在に至る）

　　　　 学校法人敬心学園に日本リハビリテーション専門学校を設置

2002年、学校法人敬心学園に臨床福祉専門学校（2022年閉校）を設置

　　　　 学校法人情報学園に日本柔整鍼灸専門学校（2004年日本医学柔整鍼灸専門学校に校名変更）を設置

2013年、学校法人敬心学園と学校法人情報学園を統合

2020年、学校法人敬心学園に東京保健医療専門職大学を設置

## 公職および所属団体
1991年、財団法人日本火災福祉財団（2001年、財団法人日本興亜福祉財団に名称変更）理事に就任（現在に至る）

1997年～2017年、社会福祉法人平心会 理事

2002年～2018年、東京都私立学校審議会 委員

2003年～2017年、社団法人日本社会福祉教育学校連盟 理事

2004年～2018年、全国私立学校審議会連合会 理事・運営理事

2004年～2022年、特定非営利活動法人私立専門学校等評価研究機構 理事

2006年～2021年、財団法人社会福祉研究所 理事

2007年～2017年、社団法人日本介護福祉士養成施設協会 会長

　　　　　　　　　日本介護福祉教育学会 会長

2008年～2014年、公益財団法人東京都私学財団 理事

2009年～2017年、日本社会福祉士養成校協会 理事

2011年、学校法人東京国際大学 理事及び評議員（現在に至る）

　　　 　 米国・サンフランシスコ州立大学 客員教授に就任（現在に至る）

2012年～2018年、全国専修学校各種学校総連合会 会長

　　　 　　　　 　 全国学校法人立専門学校協会 会長

2012年～2016年、一般財団法人職業教育・キャリア教育財団 評議員

2012年、米国・サンフランシスコ州立大学より学術博士授与

2018年、一般社団法人 外国人留学生高等教育協会 代表理事（現在に至る）

## 受賞
- 藍綬褒章（2008年）